# Vincent Meilleur
Vincent Meilleur (* 6. Mai 1974) ist ein französischer Skibergsteiger und Mitglied der Equipe de France de Ski de Montagne.

## Erfolge (Auswahl)
- 1998: 8. Platz beim Ovronalski, Schweiz

- 2000: 3. Platz beim Europa-Cup Skibergsteigen

- 2001:
  - 2. Platz bei der Europameisterschaft Skibergsteigen Team mit Cédric Tomio
  - 2. Platz bei Europa-Cup Skibergsteigen
  - 2. Platz bei der Französischen Meisterschaft

- 2002: 
  - 1. Platz bei der 10. Trophée des Gastlosen/1. Trophée des Alpes mit Cédric Tomio
  - 6. Platz bei der Weltmeisterschaft Skibergsteigen Team mit Cédric Tomio

- 2003: 8. Platz bei der Europameisterschaft Skibergsteigen Team mit Cédric Tomio

- 2004: 6. Platz bei der Weltmeisterschaft Skibergsteigen Team mit Cédric Tomio

- 2005: 4. Platz bei der Europameisterschaft Skibergsteigen Team mit Bertrand Blanc

### Pierra Menta
- 1997: 5. Platz mit Jean Michel Bouvier
- 2000: 7. Platz mit Jean Pellissier
- 2001: 3. Platz mit Cédric Tomio
- 2002: 4. Platz mit Cédric Tomio
- 2003: 3. Platz mit Cédric Tomio
- 2004: 2. Platz mit Cédric Tomio
- 2005: 5. Platz mit Bertrand Blanc
- 2006: 5. Platz mit Bertrand Blanc